# مايارا مورا
مايارا مورا (بالبرتغالية: Mayara Moura) مواليد 5 ديسمبر 1986 في البرازيل، هي لاعبة كرة يد برازيلية تلعب كظهير أيمن. مثلت منتخب البرازيل لكرة اليد للسيدات. شاركت في دورة الألعاب الأولمبية الصيفية سنة 2012. حققت المركز الأول في بطولة العالم لكرة اليد للسيدات 2013.

## سجل المنافسة
شاركت في البطولات التالية:
- الألعاب الأولمبية الصيفية 2012
- الألعاب الأولمبية الصيفية 2016
- بطولة العالم لكرة اليد للسيدات 2011
- بطولة العالم لكرة اليد للسيدات 2013

## الميداليات
| الميدالية | المسابقة                            |
| --------- | ----------------------------------- |
| ذهبية     | بطولة العالم لكرة اليد للسيدات 2013 |
| ذهبية     | دورة الألعاب الأمريكية 2011         |

## روابط خارجية
- مايارا مورا على موقع الاتحاد الأوروبي لكرة اليد (الإنجليزية)
- مايارا مورا على موقع أوليمبيديا (الإنجليزية)
- مايارا مورا على موقع اللجنة الأولمبية البرازيلية (البرتغالية)